# Edmund Hansen
Edmund Carl Marius Møller Hansen (né le 9 septembre 1900 à Odense et mort le 26 mai 1995 à Copenhague) est un coureur cycliste danois, spécialiste de la piste.

## Biographie
En 1924, il remporte une médaille d'argent aux Jeux olympiques de Paris, lors de la compétition de tandem avec Willy Falck Hansen. Il termine également 6e de la poursuite par équipe en compagnie de Holger Guldager, Willy Hansen et Jens Kjeldsen, et participe à l'épreuve du 50 kilomètres.
Il détient également deux titres de champion du Danemark de vitesse.

## Palmarès

### Jeux olympiques
- Paris 1924
  -  Médaillé d'argent du tandem

### Championnats nationaux
- Champion du Danemark de vitesse en 1924 et 1925